# MSX2+
MSX2+（エム・エス・エックス・ツープラス）とはMSX規格の一つで、1988年に発表された。
MSX1からMSX2への大幅な変更と異なり、MSX2+での変更点は、VDP変更による表示機能の追加や一部オプション規格の標準化に留まっている。

## 主な仕様

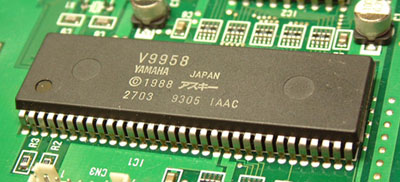
V9958

CPU
ザイログ社 Z80A相当品（クロック周波数3.579545MHz、割り込みはモード1）
VDP
ヤマハV9958
画面モード
SCREEN0〜8：MSX2準拠
（SCREEN9：ハングル表示用のモードのため日本のMSX2では欠番）
SCREEN10・11：グラフィック256×212ピクセル×2画面 固定12,499色（ドット単位の色指定不可）+512色中16色（ドット単位に色指定可能）
SCREEN12：グラフィック256×212ピクセル×2画面 固定19,268色（ドット単位の色指定不可）
メインメモリー
64KB〜
VRAM
128KB
サウンド
MSX1準拠
PPI
MSX1準拠

### VDPの変更による機能の追加
MSX2+では、従来のV9938に対し上位互換のV9958を搭載した。このことにより、多色表示である自然画モードと横方向のピクセル単位のスクロール機能が追加された。この二点が、MSX2+での規格上の最大の変更点と追加機能ともいえる。
自然画モードは、SCREEN8と同じVRAM容量・解像度で扱える色数を増加させた画像モードで、色相を4ドット単位で丸め（輝度は1ドット単位）、なおかつ青の色相値を省く（赤と緑の色相値から相対的に求める）ことで画像の精度は落ちるものの発色数を論理値で19,268色に上げている。その特性からドット単位で色が指定できず、自然画以外では4ドット単位でブロック歪みが顕著になる扱いづらさがあり、市販ソフトでも特典映像で取り込み画像を表示する程度の使い方しかされなかった。

なお自然画モードとRGB形式の色情報は変換式により相互変換が可能で（丸め誤差は生じる）、機種判別を行った上でMSX2の場合は自然画を256色にダウンサイズしてSCREEN8で表示するソフトもあった。
横スクロール機能もVDPの位置補正の機能を利用することによって、制限や制約が付くものの同様の動作をMSX2で実現するものも現れた。それらの処理は、機種判別を行いMSX2+の場合はハードウェアの機能を利用するように作られたものもあった。
上記の変更点を除き、従来からあった機能や速度の強化はされていないため、ビットマップモードでは動きの多いソフトウェアを作成しづらいという状況も変わりは無く、結果としてMSX2+は、MSX2に対して大幅なアドバンテージを有していたとは言えなかった。

### オプション規格の標準化
MSX2ではオプション扱いだった漢字ROMが標準搭載とされた。なお、MSXの漢字ROMはフォントの形状は規定しておらず、特定の文字コード以外は、各社該当する文字が同一であれば、フォントそのものは同一であることを要求していない。
また、詳細は各社でまちまちだったフロッピーディスク・ドライブ（MSX DISK-BASIC）の規格や内部スロット配置が標準化された。
規格にはオプションとしてMSX-JE、MSX-MUSICが盛り込まれた。実際に発売されたMSX2+機の大半は、これらの規格を内包した仕様で発売されている。
本体仕様に密接なVDP以外は拡張仕様であり、オプションとして商品も存在したため、結果的にMSX2もV9958で追加された機能以外はMSX2+相当の機能にすることが可能になっていた。これらの状況から、市販のMSX用ソフトウェアはMSX2+発売以降も「要・漢字ROM」等の但し書き付きのMSX2対応製品がメインとなり続けた。MSX2+専用ソフトは数えるほどしかなく、兼用のソフトウェアでMSX2+では最適化された動作をするという形となっていた。

### その他の変更点
MSX2までの実装では、裏RAMに起動可能なROMイメージをコピーすると起動時にそのイメージを起動可能なROMとして認識し、自動的にそれが起動する可能性があった。通常DRAMは揮発型の記憶装置であり、電源断と共に有意な値は持たなくなることが期待されていたが、現実にはメインメモリーのチップのCMOS化と、バイパスコンデンサーに蓄積された電力などの要因により内容が保持されてしまい、電源を切っても5分近くその状態が維持されてしまうような状況が発生していた。そのためMSX2+では、起動時にメインメモリーのROM識別IDに該当するエリアをクリアするように変更されている。
システムの起動画面は、左右から横スクロールで大きいMSXロゴが現れ、メインメモリーの搭載容量がKB表記で表示された。市販された製品は64KB搭載のものだけだったが、拡張すればその分も加えての表示となる。
MSX2では起動時に消去しなかったSCREEN5のページ1は、起動時のスクロール処理に使用されるため実装の都合上、クリアされるという挙動の変化も存在している。
平仮名など一部の8ドットフォントが改善され、SCREEN0で横2ドットが切れて読み辛くなることが無くなった。
追加された漢字モードでは、シフトJISコードを使用するため、MSX固有のひらがなやグラフィック文字などのMSXフォントは文字化けする。

## 参入したメーカーと発売した機種

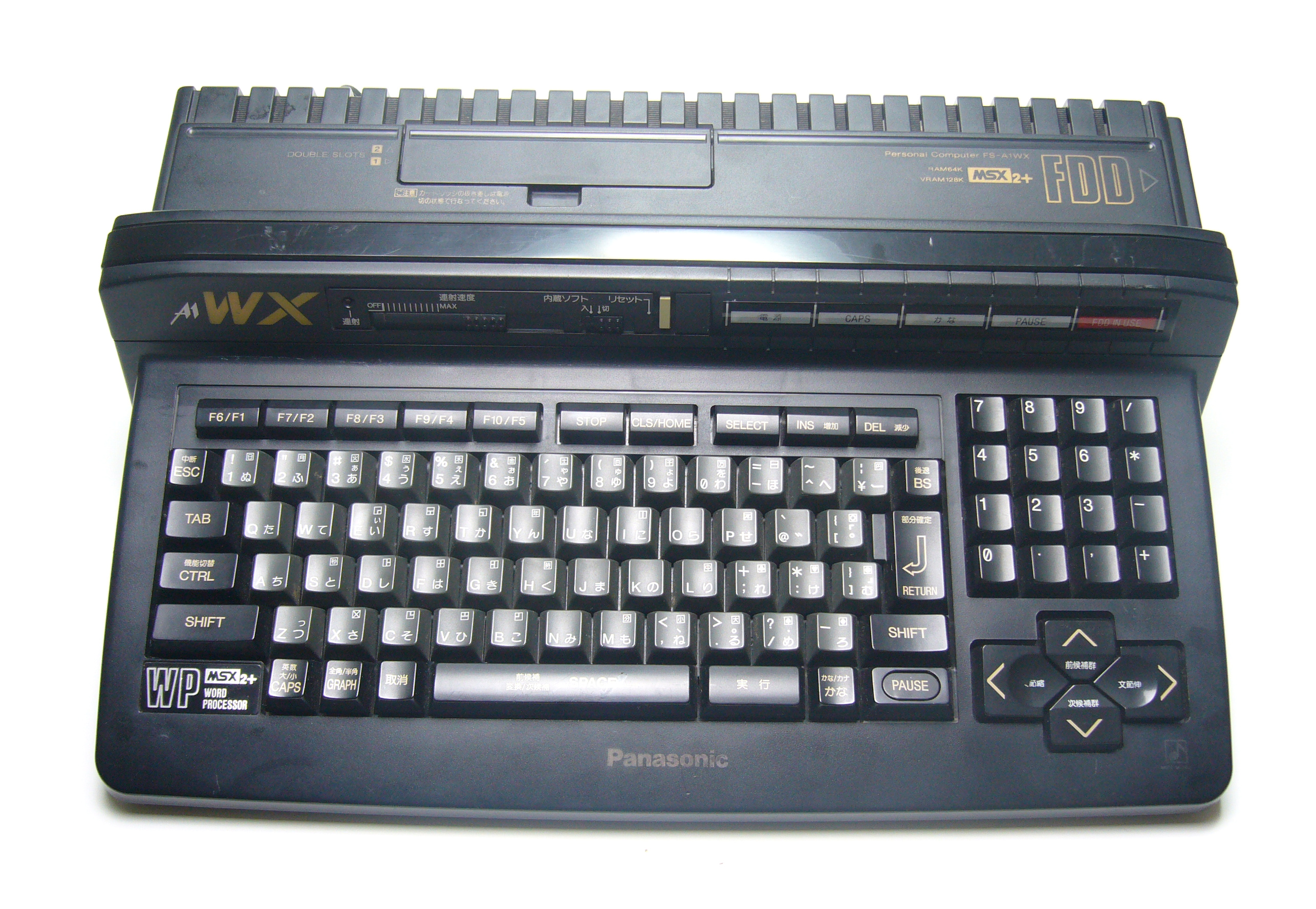
FS-A1WX

MSX2+規格に参入したのは日本のメーカーのみで、ソニー、三洋電機、松下電器産業の3社だけとなった。ヤマハはVDPとFM音源、東芝はZ80カスタムCPU（MSX-ENGINE2）などの部品を提供するのみになった。
発売された機種は全てキーボード一体型となり、セパレートタイプのマシンは発売されなかった。また、規格の上では必須ではないが大半の機種でFDDを1〜2基搭載していたことから、供給ソフトのメディアの主流は完全にROMから価格の安いFDへと置き換わった。
三洋電機
WAVY70FD、WAVY70FD2、WAVY35
WAVY70FDは。BASICコンパイラ（「MSXべーしっ君ぷらす」相当）を内蔵。単漢字変換で、MSX-JEは内蔵しない。
WAVY35（PHC-35J）は日本国内の一般向けのモデルではなく、FDD非搭載。
WAVY35（PHC-35JN）は日本能率協会が教材として販売していたモデルで、こちらもFDD非搭載。「パソコン入門」という教材がカセットテープで供給されていた。
WAVY70FDは1988年11月4日発売でフロッピーディスクドライブを1基搭載。
WAVY70FD2は連射装置を廃してフロッピーディスクドライブを2基搭載したモデル。
ソニー
HB-F1XDJ、HB-F1XV
XDJは1988年10月21日発売。ゲーム開発ツールディスクを付属、筐体はMSX2のHB-F1XDシリーズから流用。MSX-JEを内蔵。漢字ROMにはJIS X 9051のビットマップフォントが使用されている。XDJは1年ほど使用しているうちにFM音源の音が小さくなるという回路の不具合があり、メーカーでコンデンサー交換による対応を取っていた。またメモリーは64KBながらハード的にはマッパーRAMとなっており、ページを跨いでのセグメントの移動が可能となっている。メモリマッパー規格は最低128KBで切り替えBIOSがなくてはならないので厳密にはメモリマッパー対応ではない。
XVは本体のカラーリングを変更してバンドルソフトウェアを充実。F1シンセサイザー（シンセサウルス相当品）、F1ツールディスク（グラフィックエディター、らくらくアニメ、ボイスレコーダー、BASICファイラー）、文書作左衛門（ワープロソフト）。
シリーズ全体を通して、キーボードの隙間から混入したゴミによりフィルム上のパターンが断線するという問題を抱えており、2019年現在はこれを解決するための同人ハードが作られている。
松下電器産業（現パナソニック）
FS-A1WX、FS-A1FX、FS-A1WSX
WX及びFXは1988年10月21日発売。
Wシリーズはワープロ内蔵、FXはFM音源・MSX-JEなし。WSXはS端子を付けた代わりにカセットテープ端子を削除。改造して後付けすることは可能。
10.7MHzのオシレータ出力を搭載している。MSX規格のCPUクロックである3.58MHzは、これを3分周して生成する。また、これを2分周した5.38MHzのモードを持ち、内蔵ワープロを高速に動作させるために使用された。BASIC等からも利用が可能で、BASICより「OUT 65,154」と打ち込むなどの方法でI/Oポートに規定の値を出力することで、入力周波数が変化する。ただしMSX2-ENGINEに対する入力周波数が変化するため、PSGの音程、データレコーダの転送速度、ハードウェア制御に対するCPUクロック依存のウェイトなどのタイミングが影響を受けるため非互換となる。